# Umar Akmal
Umar Akmal est un joueur de cricket international pakistanais né le 26 mai 1990 à Lahore. Frère cadet de Kamran et Adnan Akmal, eux aussi internationaux, ce batteur dispute son premier One-day International (ODI) avec le Pakistan en 2009 puis son premier test-match la même année.

## Biographie
Umar Akmal naît le 26 mai 1990 à Lahore. Il est le frère cadet de Kamran (né en 1982) et Adnan Akmal (né en 1985), tous deux joueurs de cricket. Il débute en first-class cricket dans le Quaid-e-Azam Trophy avec Sui Northern Gas Pipelines Limited au cours de la saison 2007-2008. Il réussit 855 courses au cours de la compétition, un total qui inclut un score de 248 contre Karachi Blues, et finit meilleur marqueur de son équipe, qui remporte le titre,. À 17 ans, il participe avec l'équipe du Pakistan des moins de 19 ans à la Coupe du monde de cette catégorie d'âge. Il participe à une tournée en Australie avec l'équipe du Pakistan A en juin et juillet 2009, réussissant deux centuries en deux matchs first-class contre l'Australie A.
Umar Akmal dispute son premier One-day International (ODI) avec le Pakistan en août de la même année contre le Sri Lanka. Il réalise son premier century à ce niveau, 102 courses, quelques jours plus tard contre les mêmes adversaires. Il participe avec le Pakistan au Trophée des Champions de l'ICC. En phase de poule, le Pakistan est en difficulté face à une équipe des Indes occidentales privée de ses meilleurs éléments, et Akmal totalise 41 courses qui permettent aux Asiatiques de remporter le match. Ses 55 courses face à la Nouvelle-Zélande ne permettent pas à son équipe de se qualifier. En novembre, il fait ses débuts en Test cricket contre les Néo-Zélandais à l'University Oval de Dunedin, et réussit les meilleurs scores de son équipe dans chacune des deux manches, 129 et 75 courses. Dans la première, alors que le Pakistan est là encore en difficulté, il partage notamment un partnership de 176 courses avec son frère aîné Kamran, en vain puisque le Pakistan perd la rencontre.

## Bilan sportif

### Principales équipes
|                                    | Test        | ODI         | Twenty20    |
| ---------------------------------- | ----------- | ----------- | ----------- |
| Pakistan                           | 2009 -      | 2009 -      | 2009 -      |
|                                    | First-class | List A      | Twenty20    |
| Sui Northern Gas Pipelines Limited | 2007-2008 - | 2007-2008 - |             |
| Punjab Stallions                   |             | 2008-2009 - |             |
| Lahore Lions                       |             |             | 2008-2009 - |